# Tour della nazionale maschile di rugby a 15 dell'Australia 2008
I "Wallabies", nazionale di rugby a 15 dell'Australia, tra il 2008 e il 2011 hanno programmato diversi tour, specialmente nel mese di novembre, in Europa e Argentina.
Nel 2008, come anticipo della serie di incontri in Europa, un match aggiuntivo per la Bledisloe Cup si è disputato tra Nuova Zelanda ed Australia. Per la prima volta l'incontro si è svolto in campo neutro ad Hong Kong.
La serie di incontri sì è conclusa con il tradizionale final challenge in cui i Barbarians questa volta hanno affrontato l'Australia nello stadio di Wembley (primo test match nel nuovo stadio).

## Il test per la Bledisloe
Nel primo test con la Nuova Zelanda, gli australiani cedono nel secondo tempo, dopo aver chiuso il primo in vantaggio per 14-9 con due mete di Mitchell.
| Arbitro: | Alan Lewis |

|                                                             |           |                                          |
| mete: Sivivatu 42' McCaw 63' c.p.: Carter (3) 14', 24', 32' | Marcatori | mete: Mitchell 7' 27' trasf.: Giteau (2) |

## In Europa
Contro l'Italia a Padova, I Wallabies soffrono più del previsto (14-14 al riposo) poi innestano la marcia giusta e, grazie ad una discussa meta di Quade Cooper, viziata da un'ostruzione di Mortlock salvano la faccia.
| Arbitro: | Bry Lawrence |

|                                                                                             |           |                                                                                                |
| mete: Mirco Bergamasco 30' c.p.: Marcato (2) 7', 12' Orquera (2) 53', 60' Drop: Marcato 26' | Marcatori | mete: Turner 9' Cooper 73' trasf.: Giteau c.p.: Mortlock 3' Giteau (5) 18', 39', 48', 51', 78' |

A Twickenham contro l'Inghilterra gli Australiani si confermano squadra vincente, ma senza brillare, anche qui allungando nel secondo tempo 
| Arbitro: | Steve Walsh |

|                                                                   |           |                                                                                                |
| mete: Easter 36' m c.p.: Cipriani (2) 40', 52' Drop: Armitage 22' | Marcatori | mete: Ashley-Cooper 69' trasf.: Giteau c.p.: Giteau (6) 3', 6', 28', 32', 54', 58' Mortlock 64 |

Con la Francia, l'Australia ringrazia i cinque calci sbagliati da David Skrela e si aggiudica il match 
| Arbitro: | Craig Joubert |

|                                                                        |           |                                                                    |
| mete: Penalty try 39' trasf.: Skrela c.p.: Skrela 48' Drop: Medard 51' | Marcatori | mete: Moore 31' Hynes 57' trasf.: Giteau c.p.: Giteau (2) 28', 74' |

Con il Galles la fortuna volta le spalle ai "Wallabies" e il Galles si conferma la bestia nera per la squadra australiana
| Arbitro: | Alan Lewis |

|                                                                                                |           |                                                                               |
| mete: S. Williams 4' Byrne 32' trasf.: S. Jones c.p.: S. Jones (2) 28', 78' Drop: S. Jones 68' | Marcatori | mete: Chisholm 14' Ioane 79' trasf.: Giteau c.p.: Giteau 46' Drop: Giteau 25' |

| Arbitro: | Chris White |

|                     |      |                       |
| Collins 61’         | mt   | 12’ Tuqiri 77’ Turner |
|                     | tr   | 12’ O’Connor          |
| Montgomery 34’, 38’ | c.p. | 19’, 22’ O’Connor     |